# Hymn Tatarstanu
Tatarstan Respublikası däwlät gimnı (tatar. Татарстан Республикасы Дәүләт гимны, tłum. Hymn państwowy Republiki Tatarstanu) – hymn Republiki Tatarstanu przyjęty 14 lipca 1993 r. (muzyka) oraz 21 lutego 2013 r. (słowa). Muzykę skomponował Röstäm Yaxin, a słowa napisali Ramazan Bajcimierow (słowa tatarskie) i Filipp Pirajew (słowa rosyjskie).
Hymn od czasu przyjęcia w dniu 14 lipca 1993 był utworem instrumentalnym. 21 lutego 2013 roku parlament Republiki Tatarstanu jednocześnie przyjął tekst hymnu, który składa się on z dwóch części napisanych w dwóch oficjalnych językach republiki: tatarskim i rosyjskim. Pierwsza zwrotka oparta jest na wierszu tatarskiego poety Ramazana Bajcimierowa „Tuğan yağım”, a druga zwrotka jest napisana w języku rosyjskim, którego autorem jest Filipp Pirajew.

## Oficjalny tekst hymnu[3]
| Tekst cyrylicą | Transkrypcja |
| --- | --- |
| Мәңге яшә, газиз Ватаныбыз, Халкым тели изге теләкләр! Гомерлеккә якын туган булып Яши бездә төрле милләтләр. Күп гасырлар кичкән чал тарихлы Данлы илем, үзең бер дастан! Синдә генә безнең язмышыбыз, Республикам минем, Татарстан! Цвети, священная земля моя, Да будет мирным твой небосвод! Единый дом у нас, одна семья, Живет в согласии наш народ. Богатый мудростью седых веков, Надеждой, верою ты нам стал, И пусть хранит тебя моя любовь, Моя Республика, мой Татарстан! | Mäñge yäşä, ğaziz Watanıbız, Xalqım teli izge teläklär! Ğömerlekkä yaqın tuğan bulıp Yäşi bezdä törle millätlär. Küp ğasırlar kiçkän çal tarixlı Danlı ilem, üzeñ ber dastan! Sindä genä bezneñ yazmışıbız, Respublikam minem, Tatarstan! Cwieti, swiaszczennaja ziemlia moja, Da budiet mirnym twoj nieboswod! Jedinyj dom u nas, odna sem´ja, Żywiot w sogłasii nasz narod. Bogatyj mudrost´ju siedych wiekow, Nadieżdoj, wieroju ty nam stał, I pust´ chranit tiebia moja liubow´, Moja Riespublika, moj Tatarstan! |

Wcześniej podejmowano wprawdzie próby stworzenia słów w języku tatarskim, jednak nawet najlepsza propozycja autorstwa Ramazana Bajcimierowa (tat. Tuğan yağım) nie została uznana za oficjalną, gdyż oficjalne języki Tatarstanu, rosyjski oraz tatarski, należą do odrębnych grup językowych i przełożenie słów tatarskich na rosyjskie wiąże się ze znacznymi trudnościami.

## Oryginalne słowa tatarskie (nieoficjalne)
| Туган ягым Күпме юллар йөрдем, дөнья күрдем, Назлы җилләр йөзем сыйпады. Сиңа кайткач гына, туган ягым, Күкрәгемә шатлык сыймады. Тик бер генә көнгә аерылсам да Ямансулап сине юксынам. Синнән башка миңа, туган ягым, Бу дөньяда тормыш юк сыман. Тик бер генә көнгә аерылсам да Ятим калган кебек буламын! Тик син гөнә яшәү матурлыгы, Гүзәллеге якты дөньяның! | Tuğan yağım Küpme yullar yördem, dönya kürdem, Nazlı cillär yözem sípadı. Siña qaytqaç ğına, tuğan yağım, Kükrägemä şatlıq símadı. Tik ber genä köngä ayırılsam da Yamansulap sine yuqsınam. Sinnän başqa miña, tuğan yağım, Bu dönyada tormış yuq sıman. Tik ber genä köngä ayırılsam da Yätim qalğan kebek bulamın! Tik sin genä yäşäw maturlığı, Güzällege yaqtı dönyanıñ! |